# تارا سترونغ
تارا سترونج (بالإنجليزية: Tara Strong)‏ مواليد 12 فبراير 1973 في تورونتو، أونتاريو، كندا، هي ممثلة كندية بدأت مسيرتها الفنية عام 1986.

## الأعمال
- الأميرة مونونوكي
- المخطوفة
- العصر الجليدي
- طرزان
- كونغ فو شاولين
- بن 10: سر الأومنتريكس
- تي إم إن تي
- توم وجيري: حكاية كسارة البندق
- بولت
- المرأة المعجزة
- توايلايت سباركل
- بن 10: أومنيفرس
- فتيات القوة (مسلسل تلفزيوني 2016)
- الحياة السرية للحيوانات الأليفة 2
- تشاودر
- يونيكتي!

## وصلات خارجية
- تارا سترونغ على موقع IMDb (الإنجليزية)
- تارا سترونغ على موقع ميتاكريتيك (الإنجليزية)
- تارا سترونغ على موقع ميتاكريتيك (الإنجليزية)
- تارا سترونغ على موقع روتن توميتوز (الإنجليزية)
- تارا سترونغ على موقع قاعدة بيانات الأفلام العربية
- تارا سترونغ على موقع ألو سيني (الفرنسية)
- تارا سترونغ على موقع ميوزك برينز (الإنجليزية)
- تارا سترونغ على موقع أول موفي (الإنجليزية)
- تارا سترونغ على موقع قاعدة بيانات الأفلام السويدية (السويدية)
- تارا سترونغ على موقع إن إن دي بي (الإنجليزية)
- الموقع الإلكتروني